# Le Meurtrier de l'Illinois
Pour plus de détails, voir Fiche technique et Distribution.
Le Meurtrier de l'Illinois ou Disparitions sanglantes au Québec (To Catch a Killer, litt. « Pour attraper un tueur ») est un téléfilm canado-américain en deux parties réalisé par Eric Till, diffusé en 1992.
Il s'agit des faits réels sur John Wayne Gacy, le « clown tueur » ou « Pogo le clown », l'un des plus grands tueurs en série américain entre 1972 et 1978, et de l'enquête du lieutenant Joseph Kozenczak sur la disparition d'un adolescent — inspiré du dernier victime dans la vraie vie.

## Synopsis
Enquêtant sur la disparition du jeune garçon nommé Christopher Gant, l'inspecteur de police de Des Plaines Joe Kozenczak (Michael Riley) suit une piste qui le mène vers un homme d'affaires respecté, John Wayne Gacy (Brian Dennehy). Se fiant à son intuition, il est vite persuadé que ce dernier est non seulement responsable de la mort du jeune garçon, mais que la vérité est bien pire. John Wayne Gacy est un monstrueux tueur en série qui aurait assassiné et enterré 33 adolescents sous sa maison à Chicago.

## Fiche technique
Sauf indication contraire, les informations mentionnées dans cette section peuvent être confirmées par la base de données cinématographiques IMDb,  présente dans la section « Liens externes ».
- Titre original : To Catch a Killer
- Titre français : Le Meurtrier de l'Illinois
- Titre québécois : Disparitions sanglantes
- Réalisation : Eric Till
- Scénario : Jud Kinberg
- Musique : Paul Zaza
- Décors : Dennis Davenport
- Costumes : Mary Partridge-Raynor
- Photographie : Rene Ohashi
- Son : Bryan Day[2]
- Montage : Ralph Brunjes
- Production : Dick Lowry[2]
- Production déléguée : Jud Kinberg et Jinny Schreckinger[2]
- Sociétés de production : Schreckinger/Kinberg Prods[2] ; Creative Entertainment Group, Tribune Entertainment and Saban Int (coproductions)[2]
- Sociétés de distribution : CTV Television Network (Canada) et Tribune Entertainment (États-Unis)
- Pays de production :  Canada,  États-Unis
- Langue originale : anglais
- Format : couleur
- Genre : biographie, drame, policier, thriller
- Durée : 2 × 91 minutes
- Dates de première diffusion :
  - Canada : 5 janvier 1992[3]
  - États-Unis : 13 mai 1992[2],[4]
  - France : 4 juin 1994[5]

## Distribution
- Brian Dennehy : John Wayne Gacy
- Michael Riley : le lieutenant Joseph « Joe / Polock » Kozenczak (en)
- Margot Kidder : Rachel Grayson
- Meg Foster : Linda Carlson, l'avocate
- Martin Julien : Theodore « Ted » Koslo
- Scott Hylands : le sergent Mike Paxton, du Delta Squad
- David Eisner : l'inspecteur Terry Williams
- John Boylan : l'inspecteur Gary Atkins
- Tony De Santis : l'inspecteur Craig DeMarco, du Delta Squad
- Mark Humphrey : l'inspecteur King, du Delta Squad
- Gary Reineke : l'inspecteur Leonard « Lenny » Petrie, du Delta Squad
- Tim Progosh : l'inspecteur Jack Morris, du Delta Squad
- Danny Pawlick : Tony Santori, le patrouilleur
- Bruce Ramsay : Edward « Ed » Bragg, l'agent judiciaire
- Brenda Bazinet : Alice Pearson
- Liliane Clune : Marcia Kozenczak
- Toby Proctor : Michael Kozenczak
- Christopher Marren : Billy
- Jay Brazeau : Jake Burns

## Production
Le tournage a lieu à Toronto, en Ontario (Canada).

## Accueil

### Diffusions
Deux ans avant la mort de John Wayne Gacy, Le Meurtrier de l'Illinois est diffusé en deux parties le 5 janvier 1992 sur CTV, au Canada. Aux États-Unis, il est diffusé le 13 et 14 mai 1992 sur le réseau KTLA,.
En France, il est également diffusé en deux parties, le 4 juin 1994 sur M6.

### Critique
Tony Scott du Variety souligne que « Brian Dennehy en tant que monstrueux Gacy est un excellent choix. L'acteur y fait preuve de performance professionnelle (…). Michael Riley n’y donne ni maîtrise ni autorité. (…) La photographie de Rene Ohashi est médiocre ; la lumière, qui reflète sans doute la réalité, sert trop souvent d'amateurisme. Le montage de Ralph Brunjes est bon, et la sombre musique de Paul Zaza est excellente ».